# Scratch Walking
A Scratch Walking egy 2001-es válogatáslemez  Lee "Scratch" Perrytől.

## Számok
1. In the Iaah – (3:36)
2. Long Sentence – (3:37)
3. Scratch Walking – (3:24)
4. Curly Dub – (3:22)
5. Return of the Super Ape – (3:25)
6. Tell Me Something Good – (3:34)
7. Scratch the Dub Organiser – (3:45)
8. Stick Together – U-Roy – (3:26)
9. Dyon Anaswa – (3:23)
10. Bird in Hand – (3:30)
11. Crabby Yars – (3:22)
12. Jah Jah Ah Natty Dread – (3:38)
13. Psche and Trim – (3:50)
14. The Lion – (3:30)
15. Hazza a Hana – (3:25)
16. High Ranking Sammy – (3:30)
17. Throw Some Water In – (3:38)
18. Soul Fire – (3:45)
19. Roast Fish and Cornbread – (3:39)